# Erik Almgren (konstnär)
Knut August Erik Almgren, född 5 augusti 1910 i Sjörups församling, Malmöhus län, död 7 december 2007 i Hammenhög, var en svensk konstnär.
Han var son till Fredrik Almgren och Ingeborg Evander; han var vidare brorson till Einar Almgren. Efter avslutad skolgång började han utbilda sig till fotograf men efter en tid sadlade han om och beslöt sig för att bli konstnär. Almgren studerade vid Tekniska skolan i Stockholm 1931–1933 och under studieresor till Danmark. Han medverkade i Statens konstråds utställning 1938 och sedan 1939 i utställningar arrangerade av Sveriges allmänna konstförening. Separat ställde han ut på Modern konst i hemmiljö 1942 och han genomförde därefter ett flertal separatutställningar i flera svenska städer. Hans konst består av stilleben, blommor,  porträtt, interiörer, figursaker och landskap ofta med motiv från stockholmstrakten eller skånska landskap. Erik Almgren är begravd på Östra Nöbbelövs gamla kyrkogård.